# Aeolochroma viridimedia
Aeolochroma viridimedia är en fjärilsart som beskrevs av Louis Beethoven Prout 1916. Aeolochroma viridimedia ingår i släktet Aeolochroma och familjen mätare. Inga underarter finns listade i Catalogue of Life.